# Блиндаж штаба Юго-Западного фронта
Блиндаж штаба Юго-Западного фронта — блиндаж генерала армии Ф. И. Толбухина, командовавшего Южным фронтом во время Великой Отечественной войны. Расположен по адресу: город Новошахтинск, улица Фрунзе д. 15, 17, 19. Помимо блиндажа сохранилось и здание, в котором располагались отделы фронтового штаба. Блиндаж имеет статус исторического памятника. Его составляют две маленькие комнаты, обитые изнутри досками. Перекрытие из стальных рельсов и толстой земляной насыпи успешно защищало его от артиллерийского огня противника. На здании штаба помещена мемориальная табличка. Именно там вынашивались планы разгрома крупного подразделения немецких войск на Миусе.
23 января 2013 года на рабочем совещании по теме уточнения числа воинских захоронений в Новошахтинске и их благоустройству особое внимание было уделено вопросу по объекту культурного наследия федерального значения — блиндажу штаба Юго-Западного фронта. Исторический памятник всё это время пребывал в аварийном состоянии. В январе 2013 года муниципальное учреждение «Новошахтинский историко-краеведческий музей» получило охранное обязательство, по условиям которого до 2017 года должны быть проведены мероприятия по реконструкции этого памятника и созданы нормальные условия его функционирования.